# Atheris broadleyi
Atheris broadleyi este o specie de șerpi din genul Atheris, familia Viperidae, descrisă de Lawson 1999. Conform Catalogue of Life specia Atheris broadleyi nu are subspecii cunoscute.